# Liste der Naturdenkmale in Neidenbach
Die Liste der Naturdenkmale in Neidenbach nennt die im Gemeindegebiet von Neidenbach ausgewiesenen Naturdenkmale (Stand 13. April 2024).

## Naturdenkmale
| Nr.         | Bezeichnung                   | Lage                                          | Beschreibung                                               | Bild                                    |
| ----------- | ----------------------------- | --------------------------------------------- | ---------------------------------------------------------- | --------------------------------------- |
| ND-7232-480 | Vier Kastanien am Dorfbrunnen | Kyllburger Straße, bei Nr. 14 Lage            | Aesculus hippocastanum, vier Bäume                         | Direkt Bild zu diesem Denkmal hochladen |
| ND-7232-481 | Buche im Distrikt „Im Röder“  | südöstlich des Ortes; Abteilung Im Röder Lage | Fagus sylvatica; ca. 30 m hoch bei 3,75 m Brusthöhenumfang | Direkt Bild zu diesem Denkmal hochladen |